# SUNのSON
『SUNのSON』（サンのサン）は、2008年9月17日に発売された奥田民生の22枚目のシングル。

## 解説
- 前作「無限の風」から10ヶ月ぶりのシングル。
- 今作よりレコード会社をキューンレコードに移籍。初回盤は初のDVD付き。
- 「スカイウォーカー」以来、4年3か月ぶりにトップ10入りした。

## 収録曲
1. SUNのSON (3:40)
　（作詞・作曲・編曲：奥田民生）
映画『コドモのコドモ』主題歌。「スカパー!夏フェス祭り」イメージ・ソング。奥田が映画を観て書き下ろした。
2. Sun's Market (4:04)
　（作詞・作曲：奥田民生 編曲：奥田民生、スティーヴ・ジョーダン）

## DVD収録内容
1. SUNのSON (Music Clip)
2. Making of SUNのSON

## 参加ミュージシャン
「SUNのSON」
- 奥田民生 - ボーカル、ギター、ドラムス、ベース、パーカッション
- 斎藤有太 - キーボード

「Sun's Market」
- 奥田民生 - ボーカル、ギター
- スティーヴ・ジョーダン - ドラムス、ベース、ギター、パーカッション、ハーモニー
- ダニー・コーチマー - ギター